# Cuartelada (náutica)
En náutica, se conoce con el nombre de cuartelada  (de cuartel) a los siguientes términos:
1. Cada uno de los tramos de extensión arbitraria en que se suele considerar dividida la longitud de todo buque, para ejecutar ciertas operaciones, como calafeteo, etc.
2. La porción de los fondos que, carenando o corriendo a flote, se descubren poco a poco para componerlos, o vuelven a ser sumergidos después de compuestos, cuando la operación se empieza desde la misma quilla.
3. Cierto número de bancos de los remeros en las antiguas galeras.
4. Bogar por cuarteladas: bogar por secciones.